# L’Homme libre

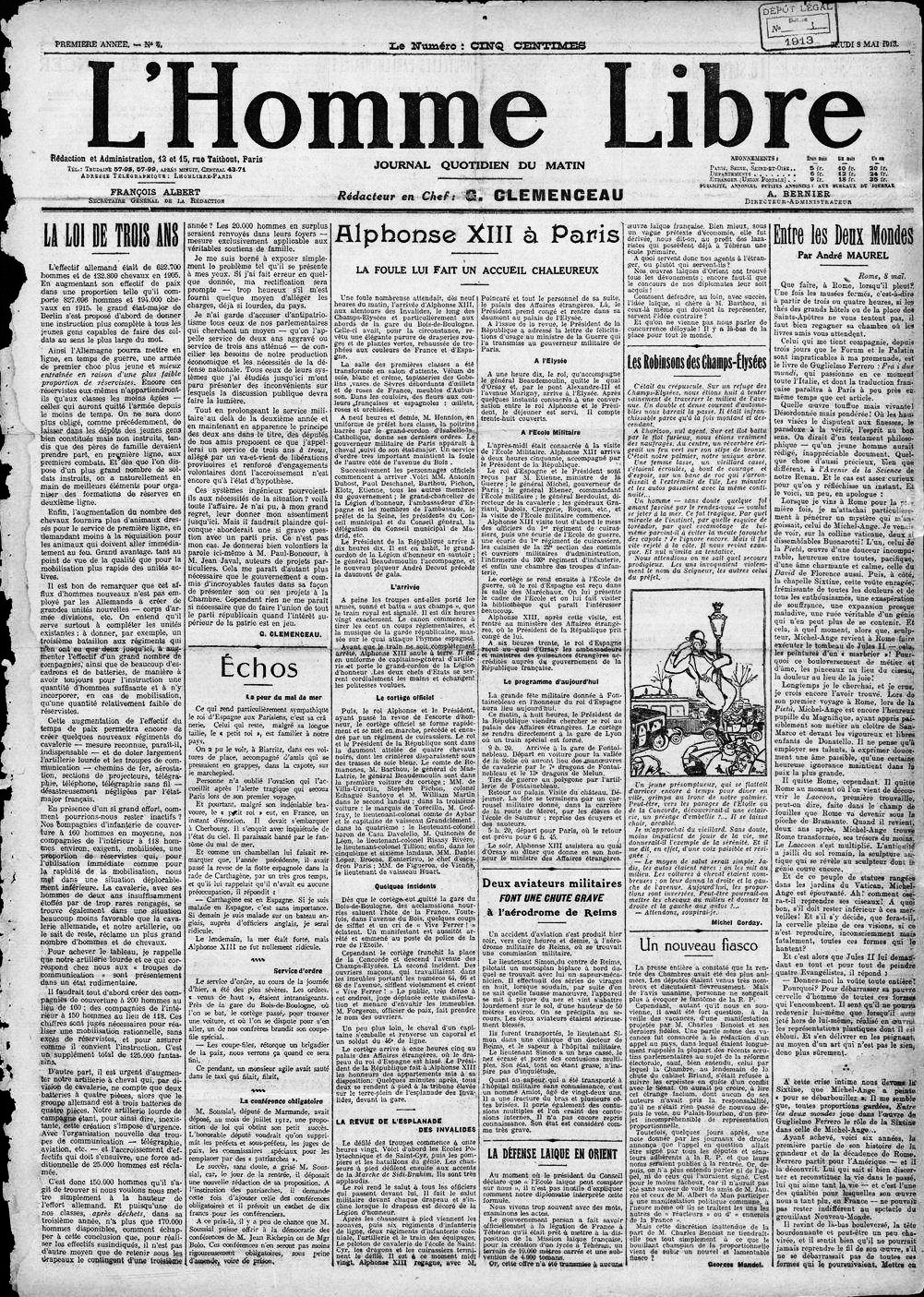
L’Homme libre vom 8. Mai 1913

L’Homme libre (Der freie Mensch) war eine französische Tageszeitung. Sie wurde 1913 von Georges Clemenceau gegründet. Wegen ihrer Kritik wurde die Zeitung zu Beginn des Ersten Weltkriegs zensiert und änderte ihren Titel zeitweilig in L’Homme enchaîné (Der gefesselte Mensch). Sie bestand bis 1953.

## Geschichte
Die erste Ausgabe der Pariser Zeitung L’Homme libre erschien am 5. Mai 1913. Clemenceau – der zu diesem Zeitpunkt schon ein gestandener Politiker war (er war bereits 1909 Ministerpräsident gewesen) – veröffentlichte dort täglich seinen Leitartikel und warnte Frankreich immer wieder vor der Gefahr, die von der deutschen Bedrohung ausging („Pour la défense nationale“, 21. Mai 1913; „Vouloir ou mourir“, 24. Mai usw.). So wurde er zu einem glühenden Verfechter des Dreijahresgesetzes, das die Dauer des Militärdienstes verlängerte und das mit Unterstützung der Rechten gegen zwei Drittel der radikal-sozialistischen Abgeordneten am 19. Juli 1913 verabschiedet wurde.
Als der Erste Weltkrieg im Juli 1914 ausbrach, verteidigte Clemenceau in seiner Zeitung die Union sacrée und die Vorrangstellung der Zivilisten gegenüber dem Generalstab. Er war entschlossen zu kämpfen und weit entfernt von dem Bild der „Blume im Gewehr“:

„Und nun zu den Waffen! Alle. Ich habe einige weinen sehen, die nicht zu den ersten gehören werden, die in den Kampf ziehen. Die Reihe kommt an alle. Es wird kein Kind unseres Bodens geben, das nicht an der riesigen Schlacht teilnimmt. Sterben ist nichts. Man muss siegen. Und dafür brauchen wir jeden Arm. Der Schwächste wird seinen Teil des Ruhmes erfahren. Es kommt im Leben eines Volkes eine Stunde, in der ein epischer Orkan über die Menschen hinwegfegt.“

Am 26. August 1914 lehnte er Aristide Briands Vorschlag, dem Kabinett Viviani beizutreten, ab. Außer der Ratspräsidentschaft akzeptierte er nichts.
Nachdem er die Unzulänglichkeiten des Sanitätsdienstes in den Armeen angeprangert hatte, die dazu führten, dass Verwundete in denselben Waggons wie an Tetanus erkrankte Pferde befördert wurden, wurde seine Zeitung von Innenminister Malvy vom 29. September bis zum 7. Oktober 1914 gemäß dem Gesetz vom 5. August, das die „Indiskretionen der Presse in Kriegszeiten“ unterdrückte, eingestellt. Die Zeitung erschien am 30. September unter dem Titel L’Homme enchaîné erneut; sie wurde sofort beschlagnahmt und erschien unter diesem neuen Namen am 8. Oktober erneut in Paris. Im August 1915 wurde die Tageszeitung erneut ausgesetzt. Clemenceau schickte die Artikel dann direkt an die Parlamentarier.
L’Homme libre erschien bis 1939 ziemlich regelmäßig, danach noch mit einer Ausgabe 1943 und erneut von 1951 bis 1953 (mit dem Untertitel L’Homme enchaîné).

## Journalisten
Die Redaktion war klein und bestand zunächst aus Clemenceau-Getreuen wie Gustave Geffroy und Georges Mandel. Charles Müller war als Literaturkritiker tätig. Von 1913 bis 1917 wurde Georges Clemenceau als Chefredakteur geführt; ab 1918 als Gründer (Fondateur). Als Generalsekrätat wurde zunächst Auguste Bernier genannt. Von 1917 bis 1920 fungierte Nicolas Pietri als Direktor. Im Jahr 1920 wurde Eugène Lautier, der spätere Abgeordnete von Guyana, zum Direktor und Chefredakteur ernannt. 1936 übernahm Ludovic-Oscar Frossard die Chefredaktion. Die kurze Phase des Enchainé 1939 wurde von Henri Dié geleitet. Die Nachkriegsausgaben nennen André Albert als Generalsekretär.

## Sonstiges
Die 1915 gegründete Satirezeitschrift Le Canard enchaîné übernahm den Namen von Clemenceaus Zeitung; Clemenceau zensierte den Canard nach Kriegsende allerdings selbst.